# Sénoudébou
Sénoudébou és una població del Sénégal oriental, situada prop de Nayé, a la frontera amb el Mali.

## Història

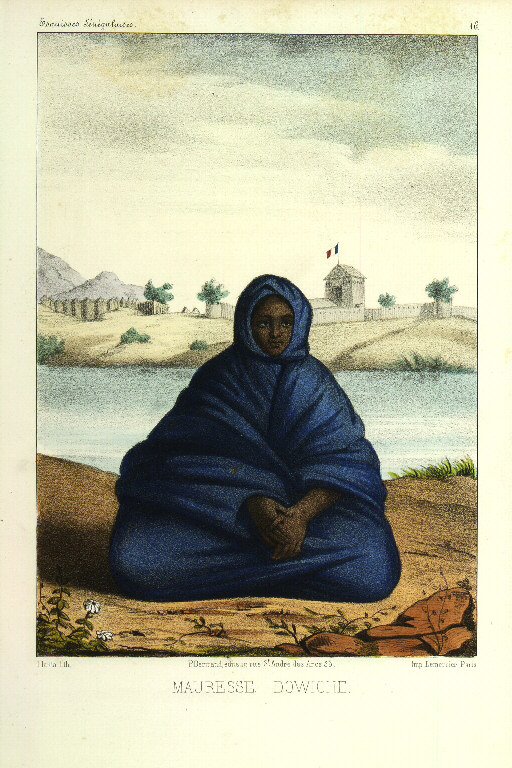
Dona maure a la vora del Falémé, amb, al fons, el fort francès de Sénoudébou (aquarel·la de l'abat Boilat, 1853)

La població fou la capital del regne de Bundu. La construcció del fort de Sénoudébou fou acabada l'any 1845.
El 1846 el captaine Parent va fer figura de pioner assenyalant el lloc de Sénoudébou a una comunitat arqueològica internacional fins aleshores poc concernida pels vestigis del continent africà.
A la rodalia s'explotaven diverses mines d'or. El 1886 fou ocupada per Mahmadou Lamine i la capital del regne va passar a Boulébané.

## Administració
El poble és part de la comunitat rural de Belle al departament de Bakel (regió de Tambacounda).

## Geografia
Sénoudébou es troba al peu d'un turó, a la vora del riu Falémé, un important afluent del Senegal.
Les localitats més properes són Boubia, Djita i Debou Fadela.

## Població
Segons les xifres del PEPAM (Programa d'aigua potable i de sanejament del Mil·lenari), el poble té 1.864 habitants i 202 cases.